# Lee Cooper
Lee Cooper Brand è un'azienda inglese di abbigliamento, che produce e commercializza a marchio Lee Cooper, e nota principalmente per i suoi denim jeans. La sede è a Londra. L'origine della società risale ai primi del '900 come produttore di abbigliamento da lavoro.
Nel 2013, Iconix Brand Group ha acquisito Lee Cooper dalla Sun Capital Partners.

## Storia

### Primi anni
Il marchio che poi divenne Lee Cooper fu fondato nel 1908 da Morris Cooper e l'amico Louis Maister, dopo che raggiunsero Londra dalla Lituania (all'epoca dell'Impero russo) e precedentemente in Sud Africa. Con il nome di M. Cooper (Overalls) Ltd., da Middlesex Street nel London's East End, iniziarono la produzione di abiti da lavoro da esportare in Sud Africa.
Durante la prima guerra mondiale, M. Cooper (Overalls), con 600 dipendenti, diversificò la produzione creando uniformi e accessori per il British Army. Nel 1937, una nuova fabbrica venne aperta a Stratford, per il denim. L'inizio della seconda guerra mondiale nel 1939 fece sì che Morris Cooper dividesse in due il business: abiti da lavoro, e produzione militare divenendo un fornitore Her Majesty's Armed Forces.

### Dopoguerra
Morris Cooper morì nel 1940 e il figlio, Harold Cooper, di ritorno dal servizio nella RAF guidò l'azienda. Iniziò la produzione di abiti casual e denim. Come strategia di re-branding venne introdotto nel nome il nomignolo della moglie di Harold, Leigh, "Lee Cooper".
I Lee Cooper jeans furono adottati da vari artisti durante gli anni '60 e '70 come Rolling Stones e Serge Gainsbourg e Jane Birkin. Nel 1953, introducendo la zip frontale ai jeans femminili l'azienda creò una campagna pubblicitaria massiva.
Negli anni successivi vi fu espansione dell'attività con aperture di fabbriche in Irlanda, Francia e Tunisia. Lee Cooper fu sponsor al Campionato europeo di calcio del 1984 in Francia.
Nel 1989, la famiglia Cooper vendette le azioni di controllo della società.